# پیمان آیگون

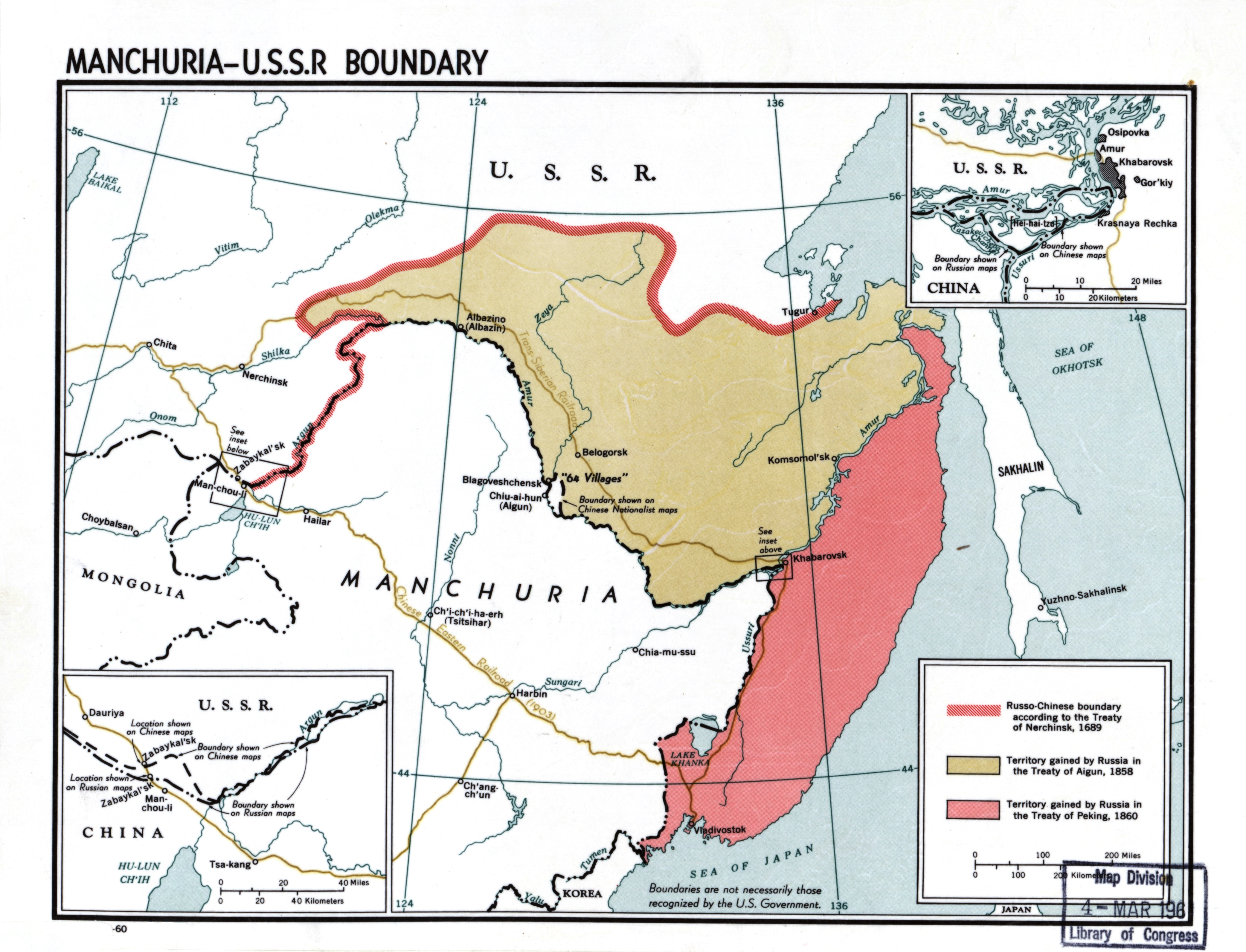
تغییرات در مرز بین چین و روسیه ما بین قرنهای ۱۷ تا ۱۹ میلادی

پیمان آیگون(Russian: Айгунский договор; چینی سنتی: 璦琿條約; چینی ساده: 瑷珲条约; پین‌یین: Àihún Tiáoyuē) معاهده‌ای است که در سال ۱۸۵۸ بین امپراتوری روسیه و دودمان چینگ که با واگذاری بیشتر منچوری(سرزمین آبا و اجدادی مردمان منچو)، که اکنون تحت عنوان شمال شرقی چین شناخته می‌شود، بنیانگذار بیشتر مرز مدرن بین روسیه خاور دور و چین شده است.
مذاکرات هنگامی آغاز شد که چین در حین سرکوب شورش تایپینگ، توسط فرماندار شرق دور روسیه نیکلای موروایف تهدید به جنگ در جبهه ای دیگر شد. این معاهده با واگذاری سرزمینهای بین دامنه رشته‌کوه استانووی و رودخانه آمور از دودمان چینگ به امپراتوری روسیه، در پیمان نرچینسک بازبینی می‌کرد و روسیه بیش از ۰۰۰′۶۰۰ کیلومتر مربع از منچوری بیرونی را دریافت نمود.